# Comuna Strilnîkî, Șarhorod
Strilnîkî (în ucraineană Стрільники) este o comună în raionul Șarhorod, regiunea Vinnița, Ucraina, formată din satele Lopatînți și Strilnîkî (reședința).

## Demografie
Componența lingvistică a satului Strilnîkî
     Ucraineană (99,16%)
     Alte limbi (0,77%)
Conform recensământului din 2001, majoritatea populației satului Strilnîkî era vorbitoare de ucraineană (99,16%), existând în minoritate și vorbitori de alte limbi.